# Oxyurichthys amabalis
Oxyurichthys amabalis är en fiskart som beskrevs av Seale, 1914. Oxyurichthys amabalis ingår i släktet Oxyurichthys och familjen smörbultsfiskar. Inga underarter finns listade i Catalogue of Life.